# Trevor Bauer
Pour les articles homonymes, voir Bauer.
Trevor Andrew Bauer (né le 17 janvier 1991 à North Hollywood, Californie, États-Unis) est un lanceur droitier des Ligues majeures de baseball.

## Carrière

### Diamondbacks de l'Arizona
Joueur à l'Université de Californie à Los Angeles, Trevor Bauer est le premier choix des Diamondbacks de l'Arizona en 2011 et est le troisième joueur sélectionné au total par une équipe de la Ligue majeure de baseball après Gerrit Cole (Pittsburgh) et Danny Hultzen (Seattle). Il est considéré comme le meilleur prospect de l'organisation des Diamondbacks.
Rappelé des ligues mineures par les Diamondbacks pour prendre la place du lanceur partant Joe Saunders, blessé, Bauer fait ses débuts le 28 juin 2012 contre les Braves d'Atlanta,. Il remporte sa première victoire le 8 juillet contre les Dodgers de Los Angeles mais éprouve tout de même quelques ennuis à ses premiers matchs. En quatre départs pour Arizona, en juin et juillet, il affiche une moyenne de points mérités de 6,06 avec un gain et deux défaites, mais enregistre 17 retraits sur des prises en 16 manches et un tiers lancées. 

### Indians de Cleveland
Le 11 décembre 2012, les Diamondbacks échangent Bauer et deux autres lanceurs droitiers, Matt Albers et Bryan Shaw, aux Indians de Cleveland, contre le jeune arrêt-court Didi Gregorius, le lanceur gaucher Tony Sipp et le joueur de premier but Lars Anderson.
Le 9 avril 2015, Bauer n'accorde aucun coup sûr aux Astros de Houston mais est retiré du match après 6 manches car, malgré 11 retraits sur des prises, il a effectué 111 lancers, alloué 5 buts-sur-balles et enregistré une balle comme premier tir à 12 des 23 frappeurs adverses affrontés. Trois autres releveurs des Indians tentent de compléter le match sans coup sûr mais l'un d'eux cède en neuvième manche.

### Reds de Cincinnati
Lors de la courte saison 2020, Bauer a la meilleure moyenne de points mérités (1,73) de la Ligue nationale

### Dodgers de Los Angeles
En 2021, Trevor Bauer signe chez les Dodgers de Los Angeles, après avoir remporté le Trophée Cy Young qui récompense les meilleurs lanceurs de chaque conférence.
Le 29 avril 2022, Travor Bauer est suspendu pour 324 matchs (2 saisons) sans salaire par la MLB pour violations des règles en matière de violences conjugales et agressions sexuelles. Trevor Bauer annonce qu'il fait appel de cette décision. Le bureau du procureur de Los Angeles a auparavant classé la procédure sans suites pour manque de preuves.